# 吉洪·基谢廖夫
吉洪·雅科夫列维奇·基谢廖夫（俄语：Тихон Яковлевич Киселёв；1917年7月31日（格里历：8月12日）—1983年1月11日），白俄罗斯人，苏联党和国家领导人。曾担任白俄罗斯苏维埃社会主义共和国部长会议主席，苏联部长会议副主席，白共中央第一书记等职。

## 生平
- 1917年7月31日（格里历：8月12日）出生于俄罗斯莫吉廖夫省戈梅利区Ogorodnya村的一个农民家庭。2岁时丧父。
- 1936年毕业于Rechitsa师范学院。
- 1936年-1941年，戈梅利州耶尔斯克区学校教师，教授白俄罗斯语言文学。1940年加入联共（布）。1941年，戈梅利师范学院肄业。
- 1941年-1944年，斯大林格勒州一所中学校长。
- 1944年，白俄罗斯共产党（布）戈梅利州委讲师。
- 1944年-1946年，联共（布）中央高级党校学习。
- 1946年-1948年，白共（布）布列斯特州委讲师组组长。
- 1948年-1952年，白共（布）中央宣传鼓动部处长，中央宣传部副部长、部长。
- 1952年-1955年8月，白共（布）布列斯特州委第一书记。
- 1955年9月-1956年7月，白共中央委员会书记。
- 1956年7月-1959年4月，白共中央第二书记。
- 1959年4月-1978年11月，白俄罗斯苏维埃社会主义共和国部长会议主席。
- 1978年12月-1980年10月，苏联部长会议副主席。
- 1980年10月-1983年1月，白共中央第一书记。
- 1983年1月11日因癌症于明斯克逝世，享年65岁。葬于明斯克东部公墓。

基谢廖夫是苏共19-26大代表；第25-26届中央政治局候补委员，第22-26届中央委员；第4-5届苏联最高苏维埃民族院代表，第6-10届苏联最高苏维埃联盟院代表。

## 荣誉
- 社会主义劳动英雄称号（1977年）
- 五次列宁勋章（1958,1966,1971,1973,1977）
- 十月革命勋章（1982）
- 荣誉勋章（1948）
- 劳动英勇奖章（1959）
- 1941-1945年伟大卫国战争中忘我劳动奖章（1945）
- 巩固战斗友谊奖章（1980）[2]